# Eliphas Shivute
Eliphas Shivute, né le 27 septembre 1974 à Olukonda, est un footballeur international namibien. Il évoluait au poste d'attaquant.
Eliphas Shivute participe à la Coupe d'Afrique des nations 1998 avec l'équipe de Namibie. Il participe à 6 sélections et inscrit 3 buts en équipe nationale.

## Carrière
- 1996-1997 :  Eleven Arrows FC
- 1997-1999 :  Motherwell FC
- 1999 :  Dalian Wanda FC
- 2000-2001 :  Shenzhen Ping'an Kejian
- 2001-2002 :  FK Čukarički Stankom[1],[2]